# Widensolen
Widensolen è un comune francese di 1 263 abitanti situato nel dipartimento dell'Alto Reno nella regione del Grand Est.
Fino al 1997 si è chiamata Widensohlen.

## Società

### Evoluzione demografica
Abitanti censiti